# Tóth Dénes Árpád
Tóth Dénes Árpád (Budapest, 1950. január 4. – Debrecen, 2023. május 24.) magyar újságíró, lapszerkesztő, főiskolai tanár, mozgásszínházi rendező.

## Életútja, pályafutása
1953-tól Debrecenben élt. Korán a sajtó és a színház vonzásába került. Indíttatása családi: édesapja, dr. Tóth Dénes zeneszerző haláláig a debreceni Néplap zenekritikusa, édesanyja, Sárossy Emma harminc éven át a Csokonai Színház operaénekese és korrepetitora volt. Már a középiskolában eldöntötte, hogy újságírói pályára lép: első írása 18 éves korában, a hajdúböszörményi Bocskai István Gimnázium diákjaként kapott nyomdafestéket. Érettségi után nyomdásztanulónak állt, 1970-ben ofszet gépmesterré avatták a debreceni Alföldi Nyomdában. Ezután előbb elvégezte a Debreceni Tanítóképző Intézet népművelés-könyvtár szakát, majd újságíró, valamint tervezőszerkesztő képesítést szerzett, később pedig színházelméleti szakon vette át diplomáját a Színház- és Filmművészeti Főiskolán.
Hírlapírói pályáját 1974-ben kezdte, s 37 évig dolgozott hivatásos újságíróként Debrecenben. (Hajdú-Bihari Napló – újságíró, tervezőszerkesztő; Egyetemi Élet – felelős szerkesztő; Debrecen – főszerkesztő-helyettes; Úton – szerkesztő; Piacz – főszerkesztő; Hajdú-Bihari Napló – olvasószerkesztő; Debrecen – szerkesztő, főmunkatárs). Összesen 1129 írása jelent meg és 24 különböző sajtóorgánumot szerkesztett. A saját lapjainál végzett újságírói munkája mellett rendszeresen publikált folyóiratokban. A Kölcsey Ferenc Református Tanítóképző Főiskolán 1993-tól, a kommunikáció szak indításától húsz tanéven át külső óraadóként vezetett foglalkozásokat gyakorlati újságírásból. 2006-ban Debrecen Város Sajtódíjával, 2016-ban a Magyar Újságírók Országos Szövetsége Aranytoll életműdíjával ismerték el munkásságát.
Az írás, szerkesztés mellett évtizedeken át színházast játszott. Húszévesen rendezni kezdett, s 50 éven át, öt amatőr csoporttal és tizenhárom alternatív társulással (275 közreműködővel) 65 műsort hozott létre, 620 előadáson, több mint 107 ezer néző előtt. A Debreceni Református Hittudományi Egyetem drámapedagógia szakán hat éven át színházelméleti kurzust vezetett. Utolsó lapjának megszűntével fogott hozzá tanulmányainak, esszéinek tematikus rendezéséhez.

## Megjelent művei

### Könyvek
- Beszédes gesztusok.(Táncrúl való írások.) Bp., 2011, Révai
- Az avantgárd hercege. Palasovszky Ödön (1899-1980), a színházi újító. Bp., 2011, Révai
- Színházi szisztémák – a rendszerváltozástól napjainkig  (1989-2011). Bp., 2012, Révai
- Egy ódondász vélekedései – a debreceni nyomtatott sajtó félmúltjáról. (1985-2012). Bp., 2012, Révai
- Érzéki színház – amatőr és alternatív produkciók (1972-2002). Bp., 2013, Révai
- Ricercare (Apakönyv). Bp., 2013, Révai
- Diárium (leltárkönyv). Bp., 2014, Révai
- Post scriptum (pótkötet). Bp., 2015, Révai
- Avantgárd és hagyomány – dráma- és színháztörténeti dolgozatok. Bp., 2016, Révai
- Dráma és színpad – segédkönyv drámapedagógusoknak. Bp., 2016. Révai
- Idővonalak (pótleltár). Bp., 2017, Révai
- Családi breviárium. (1687-2017). Debrecen, 2017
- Opera katalógus (1952-2012). Debrecen, 2018
- Filmgyűjtemény. Debrecen, 2018
- Koncert kalauz. Debrecen, 2019
- A tizedik lépcsőn. Debrecen, 2019
- Léna könyve. Debrecen, 2021
- .Mirkó könyve. Debrecen, 2022

### Fontosabb írások
- Mellesleg,  dolgozunk.  Játékos, zenés agitáció. Forgatókönyv. In Munkásélet. Pódiumjátékok és tanulmányok. Bp., 1977, NPI.
- Messze lát a falu szeme. Riportjáték Sulyok Katalin írásaiból. In Értjük  egymást? Pódiumjátékok a mai magyar munkáséletről. Bp., 1978, NPI
- Dráma – színpadra. Déry Tibor: A kék  kerékpáros (Alföld, 1985)
- Avantgárd színházi hagyományok (Alföld, 1986)
- Lényegretörő Színház (Partium, 1993)
- Palasovszky Ödön experimentális korszaka (Iskolakultúra, 1999)
- Újságba írás (Magyar Sajtó, 2003)
- Mozdulatművészet (Táncművészet, 2003)
- Magyar sajtó – vidéken (Debreceni Disputa, 2004)
- Bartók Béla öröksége. Botránykrónika szonátaformában (Debreceni Disputa, 2005)
- A kortárs dráma színpadán (Debreceni Disputa, 2007)
- Vitafórum és népszínház (Mediárium, 2007)
- Publikálni a publikumnak (Mediárium, 2007)
- A balétoktól a mozgásszínházig (Debreceni Szemle, 2008)
- Tánc a színpadjainkon (Debreceni Disputa, 2010)
- Muzsika a deszkák felett (Mediárium, 2011)
- Tescatlipoca. (Füstölgő Tükör.) Szcenárium (Néző • Pont, 2013)
- Kortársunk, Palasovszky (Szcenárium, 2016)
- Opera a Csokonai Színházban 1-2. (Szókimondó, 2022)

### Szerkesztés
- Járműjavító. A MÁV debreceni üzemi híradója (1975)
- Hajdú-bihari Napló. Független napilap (1980-1982, 1989, 1996-1999)
- Debreceni Szemle.  Társadalompolitikai kiadvány (1981-1989)
- Egyetemi Élet. A debreceni egyetemek és főiskolák lapja (1983-1986, 1989)
- Debrecen. Várospolitikai hetilap (1986-1989)
- Ruhagyár. A Debreceni Ruhagyár dolgozóinak lapja (1987-1988)
- Úton. Közéleti hetilap (1990)
- Piacz. Magyar-osztrák kereskedelmi hetilap (1993)
- Hétvége. A Hajdú-bihari Napló  melléklete (1993)
- Vasárnap. A Hajdú-bihari Napló hét végi magazinja (1994-1998)
- Balmazújváros. Az önkormányzat  közszolgálati lapja (1999-2001)
- Debrecen. A város lapja  (1999-2009)
- Corpus. Máthé András  fotográfiái. Debrecen, 2006, Csokonai
- dbkult. A Debrecen hetilap kulturális melléklete (2009)

## Fontosabb rendezések
- Üvöltés. Válogatás a beat-költészetből (1972)
- Pillanatkép egy bolygóról. Friedrich Dürrenmatt tragikomédiája (1973)
- Panoptikum. Táncszvit a Color együttes muzsikájára (1977)
- A kispolgár hét főbűne. Bertolt Brecht újkori moralitása (1978)
- Rodiniána. Mozgásfantázia szobrokra (1980)
- Bem. Ünnepi blues (1981)
- Bilincsek. 6 kép szöveg nélkül Madzsar Alice témáira (1982)
- Punalua. Fiktív rituálé Palasovszky Ödön költeményére (1983)
- Képzeld el! „Multivíziós balett” John Lennon emlékére (1983)
- Atlantisz. Rockszvit a Lux együttes zenéjére (1984)
- Cserjésben. Mozgásdráma Akutagava Rjunoszuke novellája alapján (1984)
- Jelenetek a kamaszkorból. Gyermektragédia Frank Wedekind A tavasz ébredése c. drámájából (1986)
- Álom Szent Iván éjjelén. Performance az érzéki színház modorában (1992)
- A nyárspolgár hét fő bűne. Pornográf moralitás Ionesco A kopasz énekesnő c. ellenszínműve nyomán (1993)
- A Nap és a Hold elrablása. Táncfantázia (2000)
- 4' 33". A Semmi. Gesamtkunstwerk (2002)
- Szabadicska. Burleszk Alfred Jarry: A láncra vert Übü c. darabjának alakjait és történeteit fölhasználva. (2022)